# Rio Hănţău
O Rio Hănţău é um rio da Romênia, afluente do Calul, localizado no distrito de Neamţ.